# Investigación de operaciones

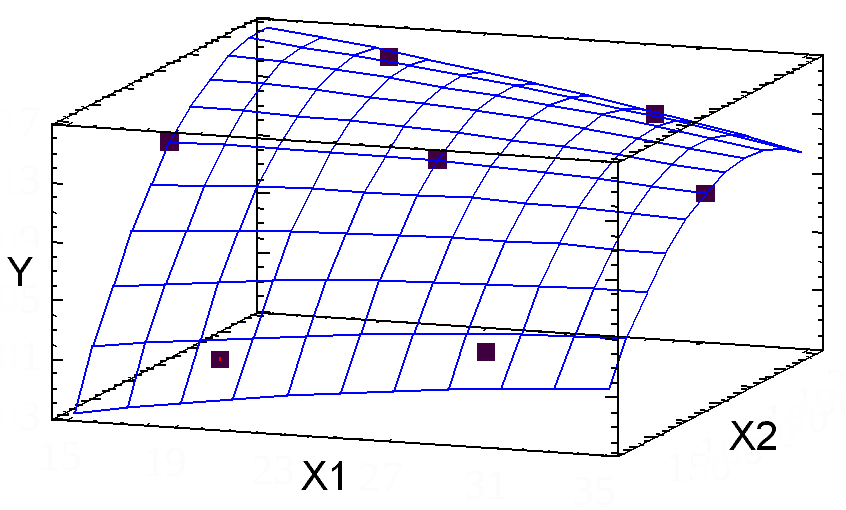
Diseño de experimentos, según el método de Doehlert.

La investigación de operaciones, también llamada investigación operativa o ciencia administrativa, es el campo de estudio que estudia la resolución de problemas de control de organizaciones para alcanzar ciertos objetivos
mediante la aplicación de métodos analíticos avanzados para ayudar a tomar mejores decisiones.  Forma parte de la Administración de Operaciones en la disciplina administrativa  y de la ingeniería industrial.
El origen de la IO moderna se sitúa en la Segunda Guerra Mundial y en el bando aliado. De hecho, alguno de los descubrimientos de esos años (el control de calidad secuencial de Wald) continuó siendo secreto militar hasta varios años después de terminada la guerra. Los ejércitos son organizaciones complejas con problemas complejos de coordinación y logística, de producción y distribución de armas, de intendencia, de estrategias de avance y despliegue de tropas. El mando aliado reunió a científicos de diversas áreas (matemáticos, físicos, ingenieros, estadísticos, economistas, entre otros) para abordar esos problemas complejos. El nombre de IO viene de ese objetivo bélico: investigar las operaciones (militares).
A menudo se considera que es un subcampo de las matemáticas aplicadas. Los términos ciencia de la gestión y teoría de la decisión a veces se usan como sinónimos.
Empleando técnicas de otras ciencias matemáticas, como modelado matemático, análisis estadístico y optimización, la investigación de operaciones llega a soluciones óptimas o casi óptimas para problemas complejos de toma de decisiones. Debido a su énfasis en la interacción humano-tecnología y debido a su enfoque en aplicaciones prácticas, la investigación de operaciones se superpone con otras disciplinas, en particular la ingeniería industrial y la administración de la producción, y se basa en la psicología y en la ciencia de la organización. La investigación de operaciones a menudo se ocupa de determinar los valores extremos de algún objetivo del mundo real: los máximos (de ganancia, rendimiento o rentabilidad) o mínimos (de pérdida, riesgo o costo). Originada en los esfuerzos militares previos a la Segunda Guerra Mundial, sus técnicas han crecido para tratar problemas en distintas industrias.

## Visión general
La investigación operativa (IO) abarca una amplia gama de técnicas y métodos de resolución de problemas aplicados para mejorar la toma de decisiones y la eficiencia, como la simulación, la optimización, la teoría de colas y otros modelos de procesos estocásticos, proceso de decisión de Markov, métodos econométricos,
análisis envolvente de datos, redes neurales, sistemas expertos, análisis de decisiones y procesos analíticos jerárquicos. Casi todas estas técnicas implican la construcción de modelos matemáticos que intentan describir el sistema. Debido a la naturaleza computacional y estadística de la mayoría de estos campos, también tiene fuertes vínculos con las ciencias de la computación y la analítica. Los investigadores operacionales que se enfrentan a un nuevo problema deben determinar cuál de estas técnicas es la más adecuada, dada la naturaleza del sistema, los objetivos de mejora y las limitaciones de tiempo y capacidad de cálculo.[cita requerida]
Las principales subdisciplinas en la investigación operativa moderna, identificadas por la revista Operations Research (Investigación de Operaciones), son:
- informática y tecnologías de la información;
- ingeniería financiera;
- manufactura, ciencia de los servicios y administración de la cadena de suministro;
- modelo de políticas y trabajo del sector público;
- gestión de ingresos;
- simulación;
- modelos estocásticos;
- transporte.

## Historia
En las décadas posteriores a las dos guerras mundiales, las herramientas de la investigación de operaciones se aplicaron más ampliamente a los problemas en los negocios, la industria y la sociedad. Desde entonces, la investigación operativa se ha expandido a un campo ampliamente utilizado en industrias que van desde productos petroquímicos a líneas aéreas, finanzas, logística y gobierno, enfocándose en el desarrollo de modelos matemáticos que pueden usarse para analizar y optimizar sistemas complejos, y se ha convertido en un área de investigación académica e industrial activa.

### Orígenes históricos
En el siglo XVII, matemáticos como Christiaan Huygens y Blaise Pascal (abordando el problema de la partida interrumpida) intentaron resolver cuestiones relacionadas con decisiones complejas mediante el uso del cálculo de probabilidad. Otros matemáticos de los siglos XVIII y XIX resolvieron este tipo de problemas mediante combinatoria. La investigación de Charles Babbage sobre el costo del transporte y la clasificación del correo condujo a la universal "Penny Post" de Inglaterra en 1840, y en los estudios sobre el comportamiento dinámico de los vehículos ferroviarios en defensa del ancho de vía del GWR. A partir del siglo XX, el estudio de la gestión de inventarios podría considerarse el origen de la investigación de operaciones modernas con el concepto de cantidad económica de pedido desarrollado por Ford W. Harris en 1913. La investigación operativa puede haberse originado en los esfuerzos de los planificadores militares durante la Primera Guerra Mundial (teoría de convoy y Leyes de Lanchester). Percy Williams Bridgman llevó la investigación operativa a los problemas de la física en la década de 1920 y luego intentaría extenderlos a las ciencias sociales.
La investigación operativa moderna se originó en el Establecimiento de Investigación de Bawdsey en el Reino Unido en 1937 y fue el resultado de una iniciativa del superintendente del establecimiento, A. P. Rowe, que concibió la idea como un medio para analizar y mejorar el funcionamiento del sistema planteado de alerta de radar temprana del Reino Unido, y de su red de instalaciones (Chain Home (CH)). Inicialmente, analizó el funcionamiento del equipo de radar y sus redes de comunicación, expandiéndose más tarde para incluir el comportamiento del personal operativo. Esto reveló limitaciones no apreciadas de la red CH y permitió que se tomaran medidas correctivas.
Científicos en el Reino Unido, incluyendo a Patrick Blackett, Cecil Gordon, Solly Zuckerman, C. H. Waddington, Owen Wansbrough-Jones, Frank Yates, Jacob Bronowski y Freeman Dyson, y en los Estados Unidos con George Dantzig buscaron maneras para tomar mejores decisiones en áreas como la logística y los horarios de adiestramiento.

### Segunda Guerra Mundial
El campo moderno de la investigación operativa surgió durante la Segunda Guerra Mundial. En este período, la investigación operativa se definió como "un método científico para proporcionar a los departamentos ejecutivos una base cuantitativa para la toma de decisiones sobre las operaciones bajo su control". La actividad también era conocida como análisis operacional (Ministerio de Defensa del Reino Unido desde 1962) y gestión cuantitativa.
Durante la Segunda Guerra Mundial, cerca de 1000 hombres y mujeres participaron en investigación operativa en Gran Bretaña, y alrededor de 200 científicos trabajaron en este campo para el Ejército Británico.
Patrick Maynard Stuart Blackett trabajó para varias organizaciones diferentes durante la guerra. Al comienzo del conflicto, mientras trabajaba para el Royal Aircraft Establishment (RAE), creó un equipo conocido como el "Circo", que ayudó a reducir el número de disparos de la defensa antiaérea necesarios para derribar un avión enemigo desde un promedio de más de 20 000 al comienzo de la batalla de Inglaterra a 4000 en 1941.

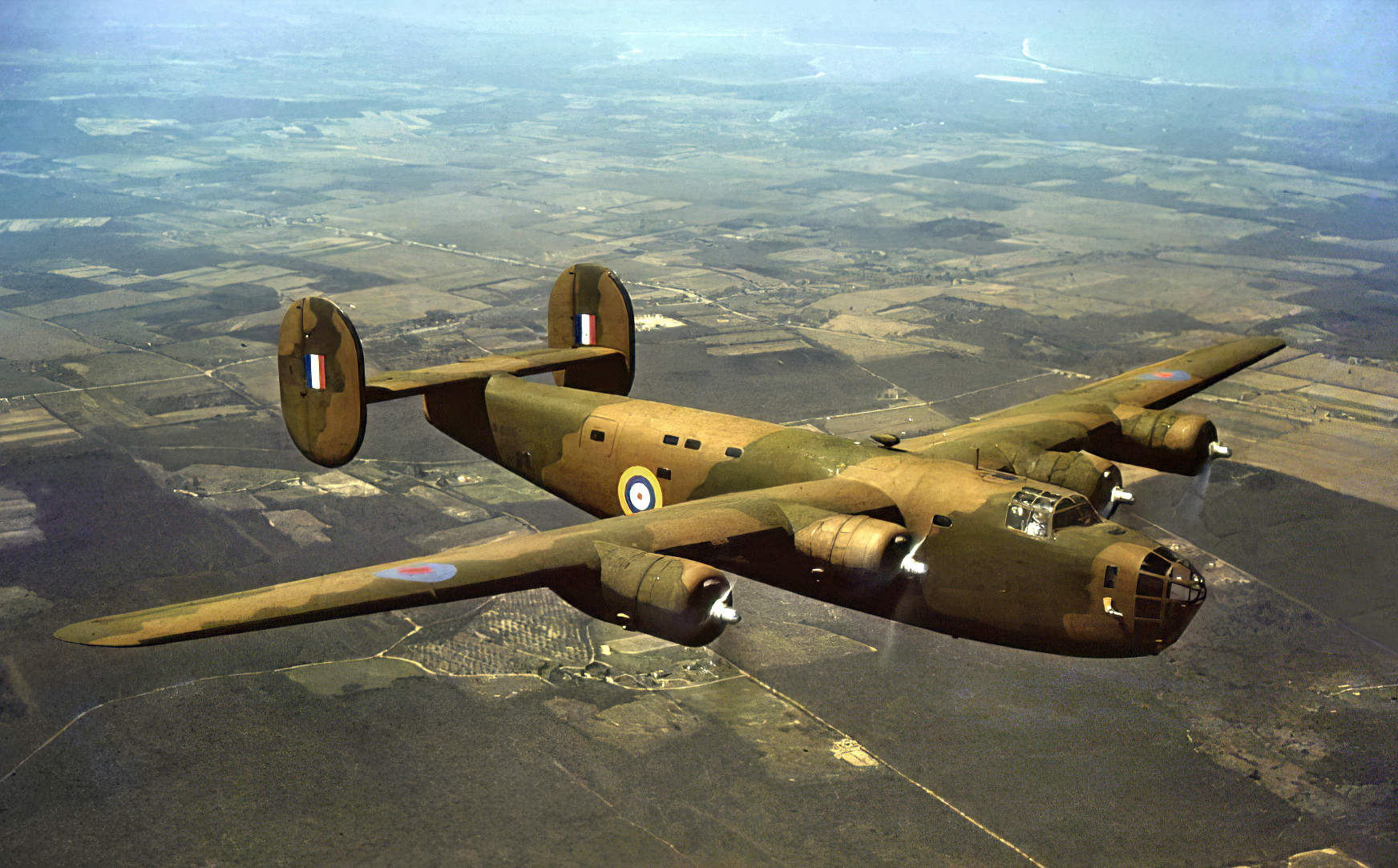
Un Liberator con el camuflaje estándar de los bombarderos nocturnos de la RAF verde/tierra oscura/negro tal como fue originalmente utilizado por el Comando de Costas

En 1941, Blackett se mudó de la RAE a la Armada, tras trabajar primero con el Comando de Costas de la RAF en 1941 y luego a principios de 1942 al Almirantazgo británico. El equipo de Blackett en la Sección de Investigación Operacional del Comando Costero (CC-ORS) incluyó a dos futuros ganadores del Premio Nobel y a muchas otras personas que pasaron a ser figuras destacadas en sus campos. Llevaron a cabo una serie de análisis cruciales que contribuyeron al esfuerzo bélico. Gran Bretaña introdujo el sistema de convoyes para reducir las pérdidas de cargueros, pero si bien se aceptó el principio de usar buques de guerra para acompañar a los buques mercantes, no estaba claro si era mejor que los convoyes fueran pequeños o grandes. Los convoyes viajan a la velocidad del miembro más lento, por lo que los convoyes pequeños pueden viajar más rápido. También se argumentó que los U-Boot alemanes serían más difíciles de detectar para los pequeños convoyes. Por otro lado, los convoyes grandes podrían desplegar más buques de guerra contra un atacante. El personal de Blackett demostró que las pérdidas sufridas por los convoyes dependían en gran medida de la cantidad de buques de escolta presentes, en lugar del tamaño del convoy. Su conclusión fue que algunos convoyes grandes son más defendibles que muchos pequeños.

Al realizar un análisis de los métodos utilizados por el Comando de Costas de la RAF para cazar y destruir submarinos, uno de los analistas preguntó de qué color eran los aviones. Como la mayoría de ellos eran del Comando de Bombarderos, estaban pintados de negro para operaciones nocturnas. A sugerencia de CC-ORS se realizó una prueba para ver si ese era el mejor color para camuflar el avión para operaciones diurnas en los cielos grises del Atlántico Norte. Las pruebas mostraron que, en promedio, los aviones pintados de blanco no se vieron hasta que estuvieron un 20 % más cerca que los pintados de negro. Este cambio indicó que un 30 % más de submarinos serían atacados y hundidos con el mismo número de avistamientos. Como resultado de estos hallazgos, el Comando Costero cambió sus aeronaves para usar superficies inferiores blancas.
Otros trabajos realizados por el CC-ORS indicaron que, en promedio, si la profundidad de disparo de las cargas de profundidad se cambiara de 100 pies a 25 pies, las tasas de efectividad subirían. La razón era que si un U-boat viera un avión poco antes de que llegara al objetivo, las cargas no harían daño explotando a 100 pies (porque el U-boat no habría tenido tiempo de descender hasta esa profundidad) y si vio la aeronave desde muy lejos del objetivo, tuvo tiempo de alterar su rumbo bajo el agua, por lo que las posibilidades de que estuviera dentro de la zona de impacto de 20 pies de las cargas eran pequeñas. Era más eficiente atacar a los submarinos cerca de la superficie cuando se conocía mejor la ubicación de los objetivos que intentar destruirlos a mayor profundidad cuando sus posiciones solo podían ser adivinadas. Antes del cambio de configuración de 100 pies a 25 pies, el 1 % de los submarinos sumergidos se hundieron y el 14 % se dañaron. Después del cambio, el 7 % fue hundido y el 11 % dañado (si se cuentan los submarinos capturados en la superficie, incluso si fueron atacados poco después de sumergirse, los números aumentaron a 11 % hundidos y a 15 % dañados). Blackett observó que "puede haber pocos casos en los que se haya obtenido una ganancia operativa tan grande con un cambio de táctica tan pequeño y simple".

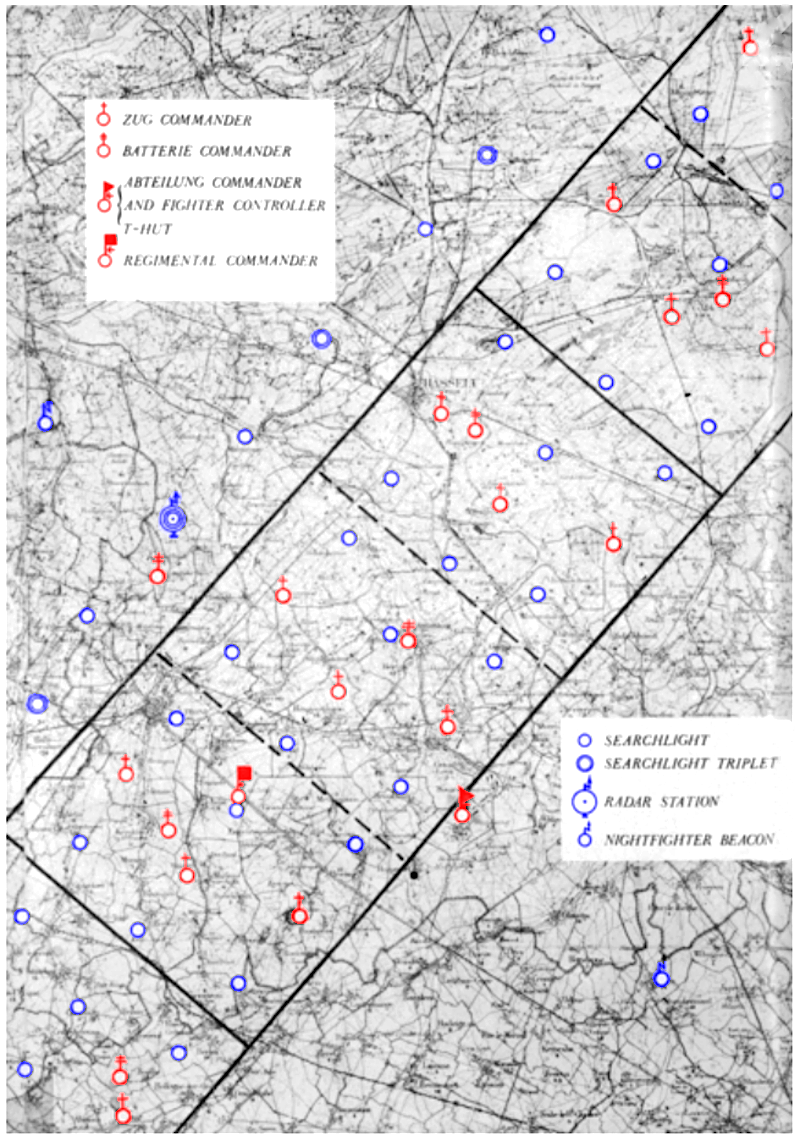
Mapa de la Línea Kammhuber

La Sección de Investigación Operativa del Comando de Bombardeo (BC-ORS) analizó un informe de una encuesta realizada por el Comando de Bombardeo de la RAF. Para la encuesta, inspeccionó todos los bombarderos que regresaban de misiones sobre Alemania durante un período en particular. Se tomó nota de todos los daños causados por la defensa antiaérea alemana y se recomendó que se agregara armadura en las zonas más dañadas. Esta recomendación no se adoptó porque el hecho de que la aeronave regresara con estas áreas dañadas indicaba que estas áreas no eran vitales, y agregar armadura a las áreas no vitales donde el daño es aceptable afecta negativamente el rendimiento de la aeronave. También se rechazó su sugerencia de suprimir a algunos miembros de la tripulación para que la pérdida de una aeronave produjera menores pérdidas de personal. El equipo de Blackett hizo la recomendación lógica de colocar la armadura en las áreas que estaban completamente intactas por el daño en los bombarderos que regresaron. Razonaron que la toma de datos estaba sesgada, ya que solo incluía a los aviones que regresaron a Gran Bretaña. Las zonas intactas de las aeronaves que retornaron fueron probablemente los puntos vitales que, de ser dañadas, se traducirían en la pérdida de la aeronave.
 Se cita una historia similar acerca de un estudio de evaluación de daños similar completado en los Estados Unidos por el Grupo de Investigación Estadística de la Universidad de Columbia. y fue el resultado del trabajo realizado por Abraham Wald.
Cuando Alemania organizó sus defensas aéreas en la Línea Kammhuber, los británicos se dieron cuenta de que si los bombarderos de la RAF volaban en una formación lineal cerrada podrían abrumar a los cazas nocturnos alemanes que volaban individualmente, dirigidos a sus objetivos por los controladores de tierra. Fue entonces una cuestión de calcular estadísticamente las pérdidas causadas por las colisiones entre los bombarderos frente a las pérdidas causadas por los cazas nocturnos para determinar la separación a la que deberían volar los bombarderos para minimizar las pérdidas de la RAF.
La relación de la tasa de cambio de la salida respecto a la entrada fue un rasgo característico de la investigación operativa. Al comparar el número de horas de vuelo de los aviones aliados con el número de avistamientos de submarinos en un área determinada, fue posible redistribuir los aviones a áreas de patrulla más productivas. La comparación de estas tasas permitieron establecer "ratios de efectividad" útiles en la planificación. La proporción de 60 minas marinas colocadas por barco hundido era común a varias campañas: minas alemanas en puertos británicos, minas británicas en rutas alemanas y minas de Estados Unidos en rutas japonesas.
La investigación operacional duplicó la tasa de acierto de los bombardeos sobre los objetivos previstos de los Boeing B-29 Superfortress que atacaban Japón desde las Islas Marianas, al aumentar la proporción de entrenamiento del 4 al 10 por cien de las horas de vuelo; reveló que las manadas de lobos de tres submarinos de los Estados Unidos eran el número más efectivo; mostró que la pintura de esmalte brillante era un camuflaje más efectivo para los cazas nocturnos que el acabado de pintura de camuflaje opaco tradicional, y que el acabado liso de la pintura aumentaba la velocidad de los aviones al reducir la fricción de los fuselajes con el aire.
En tierra, las secciones de investigación operativa del Grupo de Investigación Operativa del Ejército (AORG) del Ministerio de Suministros (MoS) fueron desplegadas en la Batalla de Normandía en 1944, y siguieron a las fuerzas británicas en el avance hacia el centro de Europa. Analizaron, entre otros temas, la efectividad de la artillería, los bombardeos aéreos y los disparos antitanque.

### Después de la Segunda Guerra Mundial
Con las técnicas ampliadas y la creciente concienciación sobre el terreno al final de la guerra, la investigación operativa ya no se limitó solo a la táctica, sino que se extendió para abarcar la adquisición de equipos, la capacitación, la logística y la infraestructura. La investigación de operaciones también creció en muchas otras áreas además del ámbito militar una vez que los científicos aprendieron a aplicar sus principios al sector civil. Con el desarrollo del algoritmo símplex para programación lineal en 1947 y el desarrollo de computadoras en las tres décadas siguientes".

## Problemas abordados
- Método de la ruta crítica o planeamiento de proyectos: identificación de los procesos que afectan a la duración general de un proyecto complejo
- Floorplanning: diseño de los equipos de una fábrica o de los componentes de un circuito integrado para reducir el tiempo de manufactura (por lo tanto, reducir el costo)
- Optimización de redes: por ejemplo, la configuración de las redes de telecomunicaciones o del sistema de energía para mantener la calidad del servicio durante las interrupciones del servicio
- Problemas de asignación
- Localización de instalaciones
- Problemas de asignación:
  - Problema de la asignación
  - Problema de la asignación generalizado
  - Problema de la asignación cuadrática
  - Problema de asignación de blancos
- Teoría de búsqueda Bayesiana: búsqueda de objetivos
- Búsqueda optimizada
- Encaminamiento, como determinar las rutas de los autobuses para que se necesite la menor cantidad posible de autobuses
- Administración de la cadena de suministro: gestión del flujo de materias primas y productos en función de la demanda incierta de los productos terminados
- Actividades de producción del proyecto: gestión del flujo de actividades de trabajo en un proyecto de capital en respuesta a la variabilidad del sistema a través de herramientas de investigación de operaciones para la reducción de la variabilidad y la asignación de amortiguadores utilizando una combinación de asignación de capacidad, inventario y tiempo[30][31]
- Mensajes eficientes y tácticas de respuesta al cliente
- Automatización industrial: automatización o integración de sistemas robóticos en procesos de operaciones impulsados por humanos
- Globalización: procesos de globalización de operaciones para aprovechar materiales, mano de obra, tierra u otros insumos de productividad más baratos
- Transporte: gestión de sistemas de transporte y entrega freight (Ejemplos: LTL shipping, transporte intermodal, problema del viajante)
- Planificación:
  - Organización de personal
  - Pasos de fabricación
  - Gestión de proyectos
  - Tráfico de datos de red: estos son conocidos como teoría de colas o sistemas de colas
  - Eventos deportivos y su cobertura televisiva
- Mezcla de materias primas en refinerías de petróleo
- Determinación de precios óptimos, en muchas configuraciones minoristas y B2B, dentro de las disciplinas de ciencia de precios
- Problema de corte de valores: corte de artículos pequeños a partir de tamaños más grandes

La investigación operativa también se usa ampliamente en el gobierno, donde se usa política basada en la evidencia.

## Ciencia de la gestión
En 1967, Stafford Beer caracterizó el campo de la ciencia de la administración como "el uso comercial de la investigación de operaciones". Sin embargo, en los tiempos modernos el término ciencia de la administración también se puede usar para referirse a los campos separados de los estudios organizacionales o estrategia de negocios. La ciencia de la gestión es una rama interdisciplinaria de las matemáticas aplicadas dedicada a la planificación óptima de decisiones, con fuertes vínculos con la economía, los negocios, la ingeniería y otras ciencias. Utiliza varios principios basados en investigación científica, estrategias y técnicas analíticas, incluyendo modelado matemático, estadísticas y análisis numérico con el fin de mejorar la capacidad de una organización para adoptar decisiones de gestión racionales y significativas al llegar a soluciones óptimas o casi óptimas para problemas complejos de decisión. Los científicos de gestión ayudan a las empresas a lograr sus objetivos utilizando los métodos científicos de la investigación operativa.
El mandato del científico de la administración es utilizar técnicas racionales, sistemáticas y basadas en la ciencia para informar y mejorar las decisiones de todo tipo. Por supuesto, las técnicas de la ciencia de la administración no se limitan a aplicaciones comerciales, sino que pueden aplicarse a militares, médicos, administración pública, grupos caritativos, grupos políticos o a comunidades.
La ciencia de la administración tiene que ver con el desarrollo y la aplicación de modelos y conceptos que pueden resultar útiles para ayudar a iluminar los problemas de la administración y resolver problemas de gestión, así como para diseñar y desarrollar nuevos y mejores modelos de excelencia organizacional.
La aplicación de estos modelos dentro del sector corporativo se conoció como ciencia de la gestión.

### Campos relacionados
Algunos de los campos que tienen una considerable superposición con la Investigación Operativa y con la Ciencia de la Gestión incluyen:
- Analítica de negocios
- Minería de datos / Ciencia de datos / Macrodatos
- Análisis de decisión
- Inteligencia en la decisión
- Ingeniería
- Ingeniería financiera
- Pronósticos
- Teoría de juegos
- Geografía / Ciencia de la información geográfica
- Teoría de grafos
- Ingeniería industrial
- Logística
- Modelo matemático
- Optimización
- Probabilidad y estadística
- Gestión de proyectos
- Análisis político
- Simulación
- Modelos de redes sociales / Modelización de transporte
- Proceso estocástico
- Administración de la cadena de suministro

### Aplicaciones
Las aplicaciones son abundantes, como en aerolíneas, compañías de fabricación, club de servicio, sucursales militares y gobierno. La gama de problemas y problemas a los que ha aportado ideas y soluciones es muy amplia. Incluye:
- Programación (de aerolíneas, trenes, autobuses, etc.)
- Asignación (asignación de personal a vuelos, trenes o autobuses; empleados a proyectos; compromiso y despacho de instalaciones de generación de energía)
- Ubicación de la instalación (decidir la ubicación más adecuada para nuevas instalaciones, como almacén, fábrica o estación de bomberos)
- Ingeniería hidráulica y de tuberías (gestión del flujo de agua de los embalses)
- Servicios de salud (información y gestión de la cadena de suministro)
- Teoría de juegos (identificación, comprensión, desarrollo de estrategias adoptadas por las empresas)
- Diseño urbano
- Ingeniería de redes informáticas (enrutamiento de paquetes; temporización; análisis)
- Ingeniería de telecomunicaciones y comunicación de datos (enrutamiento de paquetes; tiempo; análisis)[36]

La administración también está preocupada por el llamado 'análisis operacional suave' que se refiere a los métodos para la planificación estratégica, los sistemas de soporte a decisiones, y los métodos de estructuración de problemas.
Al tratar con este tipo de desafíos, el modelado y simulación matemáticos pueden no ser apropiados o pueden no ser suficientes. Por lo tanto, desde los años 1990 se han desarrollado varios métodos de modelado no cuantificados. Estos incluyen:
- Enfoques basados en partes interesadas, incluidos análisis de metajuegos y teoría de dramas
- Análisis morfológico y varias formas de diagramas de influencia
- Correspondencia cognitiva
- Elección estratégica
- Análisis de robustez

## Sociedades y revistas

### Sociedades
La International Federation of Operational Research Societies (IFORS) es una organización paraguas para las sociedades de investigación operativa en todo el mundo, que representa aproximadamente a 50 sociedades nacionales, incluidas las de los Estados Unidos Reino Unido (Operational Research Society), Francia, Alemania, Italia (Italian Operations Research Society), Canadá, Australia, Nueva Zelanda, Filipinas, India, Japón y Sudáfrica Los miembros constituyentes del IFORS forman grupos regionales, como el de Europa, Association of European Operational Research Societies (EURO). Otras organizaciones de investigación operativa importantes son la Simulation Interoperability Standards Organization (SISO) y la Interservice/Industry Training, Simulation and Education Conference (I/ITSEC).
En 2004, la organización INFORMS con sede en los Estados Unidos comenzó una iniciativa para comercializar mejor la actividad de los profesionales de la investigación operativa, incluido un sitio web titulado "The Science of Better" que proporciona una introducción a la investigación operativa y ejemplos de su aplicación exitosa a problemas industriales. Esta iniciativa ha sido adoptada por la Operational Research Society en el Reino Unido, incluido un sitio web titulado "Learn about OR (Aprender acerca de la IO)".

### Revistas del INFORMS
El Institute for Operations Research and the Management Sciences (INFORMS) publica trece revistas académicas sobre investigación de operaciones, incluidas las dos revistas más importantes de su clase, de acuerdo con el Journal Citation Reports. de 2005:
- Análisis de decisión[54]
- Investigación de sistemas de información[55]
- INFORMS Journal on Computing[56]
- INFORMS Transactions on Education[57] (una revista de acceso abierto)
- Interfaces[58]
- Management Science
- Manufacturing & Service Operations Management
- Marketing Science
- Mathematics of Operations Research
- Operations Research
- Ciencia de la Organización[59]
- Service Science[60]
- Transportation Science

### Otras revistas
Enumeradas según el orden alfabético de sus títulos:
- 4OR-A Quarterly Journal of Operations Research (Una revista trimestral de investigación de operaciones): publicación conjunta de las Sociedades de Investigación de Operaciones de Bélgica, Francia e Italia (Springer);
- Decision Sciences: publicada por Wiley-Blackwell por encargo del Decisión Sciences Institute;
- European Journal of Operational Research (Revista Europea de Investigación Operativa) (EJOR): fundada en 1975, es con mucho la revista de investigación operativa más grande del mundo, con alrededor de 9000 páginas de artículos publicados por año. En 2004, su número total de citas fue el segundo más grande entre las revistas de investigación operacional y ciencias de la gestión;
- INFOR Journal: publicado y patrocinado por la Canadian Operational Research Society;
- International Journal of Operations Research and Information Systems (Revista Internacional de Investigación de Operaciones y Sistemas de Información) (IJORIS): una publicación oficial de la Information Resources Management Association, publicada trimestralmente por IGI Global;[61]
- Journal of Defence Modeling and Simulation (JDMS): Applications, Methodology, Technology (Revista de Modelado y Simulación de Defensa: Aplicaciones, Metodología, Tecnología.): una publicación trimestral dedicada al avance de la ciencia del modelado y la simulación en lo que se refiere a los militares y la defensa;[62]
- Journal of the Operational Research Society (Revista de la Sociedad de Investigación Operativa): diario oficial de la The OR Society; es la publicación más antigua del mundo sobre IO que continúa activa, publicada por Taylor and Francis;
- Military Operations Research (Investigación de Operaciones Militares) (MOR): publicado por Military Operations Research Society;
- Omega - The International Journal of Management Science (La Revista Internacional de Ciencias de la Gestión);
- Operations Research Letters (Cartas de investigación de operaciones);
- Opsearch: revista oficial de la Operational Research Society de la India;
- OR Insight: una revista trimestral de The OR Society, publicada por Palgrave;[63]
- Production and Operations Management: diario oficial de la Sociedad de Gestión de Producción y Operaciones
- TOP: diario oficial de la Sociedad Española de IO.[64]

## Lectura adicional

### Libros y artículos clásicos
- R. E. Bellman, Dynamic Programming, Princeton University Press, Princeton, 1957
- Abraham Charnes, William W. Cooper, Management Models and Industrial Applications of Linear Programming, Volumes I and II, New York, John Wiley & Sons, 1961
- Abraham Charnes, William W. Cooper, A. Henderson, An Introduction to Linear Programming, New York, John Wiley & Sons, 1953
- C. West Churchman, Russell L. Ackoff & E. L. Arnoff, Introduction to Operations Research, New York: J. Wiley and Sons, 1957
- George B. Dantzig, Linear Programming and Extensions, Princeton, Princeton University Press, 1963
- Lester K. Ford, Jr., D. Ray Fulkerson, Flows in Networks, Princeton, Princeton University Press, 1962
- Jay W. Forrester, Industrial Dynamics, Cambridge, MIT Press, 1961
- L. V. Kantorovich, "Mathematical Methods of Organizing and Planning Production" Management Science, 4, 1960, 266–422
- Ralph Keeney, Howard Raiffa, Decisions with Multiple Objectives: Preferences and Value Tradeoffs, New York, John Wiley & Sons, 1976
- H. W. Kuhn, "The Hungarian Method for the Assignment Problem," Naval Research Logistics Quarterly, 1–2, 1955, 83–97
- H. W. Kuhn, A. W. Tucker, "Nonlinear Programming," pp. 481–492 in Proceedings of the Second Berkeley Symposium on Mathematical Statistics and Probability
- B. O. Koopman, Search and Screening: General Principles and Historical Applications, New York, Pergamon Press, 1980
- Tjalling C. Koopmans, editor, Activity Analysis of Production and Allocation, New York, John Wiley & Sons, 1951
- Charles C. Holt, Franco Modigliani, John F. Muth, Herbert A. Simon, Planning Production, Inventories, and Work Force, Englewood Cliffs, NJ, Prentice-Hall, 1960
- Philip M. Morse, George E. Kimball, Methods of Operations Research, New York, MIT Press and John Wiley & Sons, 1951
- Robert O. Schlaifer, Howard Raiffa, Applied Statistical Decision Theory, Cambridge, Division of Research, Harvard Business School, 1961

### Libros de texto clásicos
- Frederick S. Hillier & Gerald J. Lieberman, Introduction to Operations Research, McGraw-Hill: Boston MA; 10th Edition, 2014
- Taha, Hamdy A., "Operations Research: An Introduction", Pearson, 10th Edition, 2016
- Robert J. Thierauf & Richard A. Grosse, "Decision Making Through Operations Research", John Wiley & Sons, INC, 1970
- Harvey M. Wagner, Principles of Operations Research, Englewood Cliffs, Prentice-Hall, 1969

### Historia
- Saul I. Gass,  Arjang A. Assad, An Annotated Timeline of Operations Research: An Informal History. New York, Kluwer Academic Publishers, 2005.
- Saul I. Gass (Editor), Arjang A. Assad (Editor), Profiles in Operations Research: Pioneers and Innovators. Springer, 2011
- Maurice W. Kirby (Operational Research Society (Great Britain)). Operational Research in War and Peace: The British Experience from the 1930s to 1970, Imperial College Press, 2003. ISBN 1-86094-366-7, ISBN 978-1-86094-366-9
- J. K. Lenstra, A. H. G. Rinnooy Kan, A. Schrijver (editors) History of Mathematical Programming: A Collection of Personal Reminiscences, North-Holland, 1991
- Charles W. McArthur, Operations Analysis in the U.S. Army Eighth Air Force in World War II, History of Mathematics, Vol. 4, Providence, American Mathematical Society, 1990
- C. H. Waddington, O. R. in World War 2: Operational Research Against the U-boat, London, Elek Science, 1973.